# Présidence de Paul Doumer
Président de la République française
Présidence de Gaston Doumergue Présidence d'Albert Lebrun
La présidence de Paul Doumer en tant que 14e président de la République française dure du 13 juin 1931 jusqu'à son assassinat le 7 mai 1932. À l'issue d'une longue carrière politique au cours de laquelle il a été plusieurs fois ministre et successivement président des deux chambres du Parlement, Paul Doumer est élu en 1931 à la présidence de la République face à Aristide Briand.

## Pratique
Au cours de son mandat, Doumer s'efface largement au profit du président du Conseil, Pierre Laval, et se cantonne à un rôle restreint de la fonction présidentielle. Bourreau de travail, se contentant d'un mode de vie austère, il voyage peu, reçoit à l'Élysée les souverains étrangers et assiste régulièrement à des cérémonies ou à des manifestations publiques.

## Fin
Le 6 mai 1932, alors qu'il inaugure une exposition des écrivains anciens-combattants, il est blessé de deux coups de feu par un Russe, Paul Gorgulov, et meurt le lendemain. 